# Aeroporto Regional de Coari
O Aeroporto de Coari (IATA: CIZ / ICAO: SWKO) ou Aeroporto Municipal Danilson Cirino Aires da Silva está localizado no município de Coari, no estado do Amazonas. 
O Aeroporto de Coari está a cerca de 4,6 km do centro da cidade e possui uma movimentação média anual de cerca de 27,800 passageiros, com operações do tipo aviação comercial doméstica regular, não regular e aviação geral doméstica.
Suas coordenadas são as seguintes: 04°08'02.00"S de latitude e 63°07'52.00"W de longitude. Possui uma pista de 1600m de asfalto.

## Reforma
É um dos 25 aeroportos do Amazonas incluídos no PDAR - Plano de Desenvolvimento da Aviação Regional, criado em 2012, do Governo Federal, que visa construir e/ou reformar num total de 270 aeroportos em todo o país.